# All I Wanna Do
All I Wanna Do – piosenka popowa stworzona na album studyjny azjatyckiego artysty muzycznego Keizo Nakanishiego zatytułowany Spinning. Powstały przy gościnnym udziale początkującej amerykańskiej piosenkarki Christiny Aguilery oraz wyprodukowany przez Fumito Kudo, Nakanishiego, Masaru Nishiyamę i Michaela T. Martina, utwór wydany został jako jeden z singli promujących krążek dnia 26 lutego 1997 roku. Piosenka znana jest jako debiutancki singel Christiny Aguilery.

## Informacje o utworze
Christina Aguilera nagrała utwór z Keizo Nakanishim krótko po swoim finalnym występie w programie telewizyjnym The New Mickey Mouse Club, jako czternastolatka, w roku 1994. Piosenka skomponowana została przez Morry’ego Stearnsa, kanadyjskiego autora oraz producenta muzycznego. Prócz wersji anglojęzycznej, Nakanishi nagrał utwór również w ojczystym języku japońskim. Niektóre źródła (jak książka Christina Aguilera: A Biography autorstwa Mary Anne Donovan) podają, że nagranie stanowi cover singla Sheryl Crow o tym samym tytule.

## Wydanie i odbiór singla
Premiera singla nastąpiła 26 lutego 1997 roku. Wydawnictwo opublikowano na płytach kompaktowych oraz w formacie radiowym (airplay). W momencie wydania „All I Wanna Do” zebrał pozytywne recenzje ze strony krytyków muzycznych.

## Teledysk
Wideoklip do utworu nakręcił reżyser filmowy japońskiego pochodzenia, Gregg Araki. W teledysku wystąpili zarówno Nakanishi, jak i Aguilera. Premiera klipu nastąpiła 26 lutego 1997.

## Promocja
Po raz pierwszy wykonawcy piosenki wystąpili z nią wspólnie w 1997 roku, podczas koncertu w Japonii. W akcie dalszej kolaboracji z Nakanishim, Aguilera wybrała się z artystą w japońską trasę koncertową, w ramach tejże wspólnie wykonując z nim utwór „All I Wanna Do”.

## Lista utworów singla
Singel CD (wersja japońska, importowana)
1. „What I Do for Love” (wyk. Keizo Nakanishi & Peabo Bryson) – 5:46
2. „What I Do for Love” (Japanese Version) – 5:02
3. „All I Wanna Do” (wyk. Keizo Nakanishi & Christina Aguilera) – 4:23
4. „All I Wanna Do” (SLAMBAM Remix) – 5:06
5. „What I Do for Love” (Instrumental) – 5:46
6. „All I Wanna Do” (Instrumental) – 4:24

## Twórcy
- Główne wokale: Keizo Nakanishi, Christina Aguilera
- Producent: Fumito Kudo, Keizo Nakanishi, Masaru Nishiyama, Michael T. Martin, współpr. Morry Stearns (koproducent)
- Autor: Morry Stearns
- Aranżacja: Michael Brown

## Pozycje na listach przebojów
| Kraj    | Notowanie (1997) | Wydawca | Najwyższa pozycja |
| ------- | ---------------- | ------- | ----------------- |
| Japonia | Top 100 Singles  | Oricon  | 12                |